# Japanische Badmintonmeisterschaft 1968
Die Japanische Badmintonmeisterschaft 1968 war die 22. Austragung der nationalen Titelkämpfe im Badminton in Japan. Sie fand vom 2. bis zum 7. Dezember 1968 in Tokio statt.

## Titelträger
| Disziplin    | Sieger                         |
| ------------ | ------------------------------ |
| Herreneinzel | Ippei Kojima                   |
| Dameneinzel  | Tomoko Takahashi               |
| Herrendoppel | Ippei Kojima Masao Akiyama     |
| Damendoppel  | Machiko Aizawa Etsuko Takenaka |
| Mixed        | Kenji Suzuki Tomiko Ariki      |